# إنيد كرو
إنيد كرو (بالإنجليزية: Enid Crow)‏ هي مصورة أمريكية، ولدت في 1968.